# Sven Johannesen
Sven Christian Johannesen (10. juni 1923 – 2. december 1943) var en dansk modstandsmand.
Han var ansat på Scandia i Randers og var medlem af Randers Konservativ Ungdom og Randers Terrænsportsforening under ledelse af adjunkt Kaj Hoff. Han deltog i illegalt bladarbejde i Randers, og blev juli 1943 gruppefører for to sabotagegrupper. Han deltog 17. november 1943 i sprængningen af Langåbroerne, Langåbrosprængningerne. Johannesen blev arresteret i sit hjem af Gestapo den 17. november 1943, og den 24. november 1943 blev der ved tysk krigsret i Århus afsagt dødsdom over ham. Han blev henrettet ved skydning den 2. december 1943 og begravet på Kallesmærsk Hede Husbjerg Klit ved Oksbøl. Efter befrielsen overført til Mindelunden på Randers Nordre Kirkegård. Sv. Johannesens afskedsbrev nåede aldrig frem til forældrene. Gestapo fandt det åbenbart for patriotisk. Men det lykkedes direktør Kjær, Røde Kors, Århus, at få tilladelse til at se sagens dokumenter og herfra afskrev han brevets slutning til forældrene – bl.a.:
»Kære stakkels Far og Mor. Nu vil jeg sige jer, Far og Mor, saa mange Tak for alt, hvad I har gjort for mig. Jeg ved, jeg mange Gange har gjort jer ondt, og det beder jeg nu om Tilgivelse for. – Det har været en dejlig Barndom, jeg har haft. Jeg ved nu, at I har gjort jeres yderste for, at jeg skulle have det godt og komme frem i Verden. – Jeg kan dø rolig. Jeg har lige været til Altergang. Guds Vilje ske.« – Forældrene fik dog en skriftlig hilsen bag på et frimærke, han havde haft hos sig i fængslet, havde han skrevet kongens valgsprog »Min Gud, mit Land, min Ære«